# Röststyrka
Röststyrka (även kallat fonationsstyrka) är ett mått på den styrka som en röst upplevs produceras med. Röststyrkan mäts i dess amplitud.  Man skiljer på hur starkt en röst låter och dess fysikaliska styrka, det vill säga ljudnivån som anges i dB. Röststyrkan är alltså en subjektiv fysiologisk kvantitet och den varieras av talaren bl. a. utifrån kommunikationsavstånd. Med kommunikationsavstånd menas här avståndet mellan talare och lyssnare. Ljudnivån hos tonande segment är linjärt relaterad till röststyrkan.
Röststyrkan kan mätas genom att man ber lyssnare skatta kommunikationsavståndet för en talares yttrande. För att kommunikationsavståndet ska uppfattas som dubbelt så stort, krävs en ökning av ljudnivån hos de tonande segmenten med 4,6 dB. 
Röststyrkan är framförallt beroende av det subglottala trycket, stämläpparnas spänning och käkens öppningsgrad.

## Subglottalt tryck
Det subglottala trycket, d.v.s. lufttrycket under stämläpparna, styrs i sin tur av andningsapparaten. Ett högt subglottalt tryck gör att glottisvibrationerna och de resulterande tryckvågorna får stor amplitud. Vid ökande röststyrka ses en ökad aktivitet i vocalismuskeln.
En fördubbling av det subglottala trycket ger i genomsnitt en ökning av ljudnivån med ca 9 dB. Detta uppfattas som en fördubbling av röststyrkan.

## Stämläpparnas spänning
Vid ökat kommunikationsavstånd ses en ökad spänning i stämläpparna, som ger en högre F0. Skillnaden i F0-frekvens är betydande: som exempel kan man se en ökning från 110 Hz i F0-medelvärde för män vid ett kommunikationsavstånd på 0,3 m, till ett F0-medelvärde på 274 Hz vid ett kommunikationsavstånd på 187,5 m.

## Käkens öppningsgrad
Käkens öppningsgrad har framförallt en påverkan på F1, den första formanten. Vid ökad röststyrka ses en ökad öppning av käken och ansatsröret, och därmed också en högre F1.

## Övriga faktorer

### Segmentduration
Längden på vokaler och vokalliknande ljud påverkas signifikant av variation i kommunikationsavstånd. Segmenten innehållande vokaler och vokalliknande ljud blir längre med ökad röststyrka. Denna variation är tydligast hos vuxna talare.

### Pausering
Även pauseringsmönster påverkas av röststyrka. Det finns tydliga skillnader mellan vuxna och barn, då vuxna talare gör fler och längre pauser vid ökat kommunikationsavstånd, medan barn istället uppvisar en minskad total pauseringstid vid ökat kommunikationsavstånd.

### Knarrig röst
Vid mycket hög röststyrka förekommer inte knarr i rösten.

### Vokalernas inneboende ljudnivå
Vokalljud som uttalas med konstant subglottalt tryck får olika ljudnivå, beroende på vokalernas resonansmönster. Trots skillnaden i ljudnivå uppfattas ändå vokalerna som yttrade med samma röststyrka; en möjlig förklaring till detta ges i modulationsteorin. 
Slutningshastigheten i flödesglottogrammet bestämmer ljudnivån för vokalen och påverkar även den röststyrkan.